# Ångsjön, Jämtland
Ångsjön är en sjö i Krokoms kommun i Jämtland och ingår i Indalsälvens huvudavrinningsområde. Sjön har en area på 1,06 kvadratkilometer och ligger 361,2 meter över havet.
Ångsjöns största tillflöde är Mellsjöån. Sjön avvattnas av Ångsjöån som rinner in i Långan.

## Delavrinningsområde
Ångsjön ingår i delavrinningsområde (706000-139609) som SMHI kallar för Utloppet av Ångsjön. Medelhöjden är 420 meter över havet och ytan är 11,4 kvadratkilometer. Räknas de 5 avrinningsområdena uppströms in blir den ackumulerade arean 60,59 kvadratkilometer. Ångsjöån som avvattnar avrinningsområdet har biflödesordning 3, vilket innebär att vattnet flödar genom totalt 3 vattendrag innan det når havet efter 271 kilometer. Avrinningsområdet består mestadels av skog (69 procent) och sankmarker (16 procent). Avrinningsområdet har 1,06 kvadratkilometer vattenytor vilket ger det en sjöprocent på 9,3 procent.